# Катиола
Катиола́ (фр. Katiola) — город в центральной части Кот-д’Ивуара, на территории области Валле-дю-Бандама. Административный центр одноимённого департамента.

## География и климат
Город находится в западной части области, восточнее реки Бандама, на расстоянии приблизительно 143 километров к северу от столицы страны Ямусукро. Абсолютная высота — 304 метра над уровнем моря. Среднегодовое значение температуры составляет 27 °C, среднегодовое количество осадков — 1100—1200 мм. В годовом цикле выражены два сезона дождей (с марта по июнь и с сентября по октябрь), чередующиеся с двумя сухими сезонами (с ноября по февраль и с июля по август).

## Население
По данным переписи 1988 года численность населения города составляла 33 813 человек.
Динамика численности населения города по годам:
| 1975   | 1988   | 2012   |
| ------ | ------ | ------ |
| 18 625 | 33 813 | 67 423 |

## Транспорт
В 2 километрах к востоку от города расположен небольшой одноимённый аэропорт (IATA: KTC). Также осуществляются перевозки железнодорожным транспортом.